# 知床財団
知床財団（しれとこざいだん）は、1988年（昭和63年）に設立された日本の公益財団法人。北海道斜里町が1977年（昭和52年）に始めた、「しれとこ100平方メートル運動」に端を発し、購入した開拓地の森林再生と保全を行っている。2011年（平成23年）に財団法人から公益財団法人になる。

## 来歴
知床財団は、1988年（昭和63年）9月23日に斜里町によって「自然トピアしれとこ管理財団」として設立された。知床の自然環境を保全・利用の適正化することを目的として、2006年（平成18年）に羅臼町が設立者として参画、財団の活動範囲が知床半島全体に広がる。

## 活動内容
知床の自然の本質を見極め、モニターしていく「知る活動」、それらをベースに知床の自然環境を適正に保全・管理していく「守る活動」、知床の自然のすばらしさや、取り組みを社会に発信していく「伝える活動」を行っている。